# Malise Ruthven
Malise Walter Maitland Knox Hore-Ruthven (geboren 14. Mai 1942 in Dublin) ist ein britischer Autor und Islamexperte.

## Leben
Malise Ruthven ist ein Sohn des britischen Schriftstellers Patrick Hore-Ruthven, der 1942 als Soldat in Tripolis fiel, sein Großvater Alexander Hore-Ruthven war Generalgouverneur von Australien. Sein älterer Bruder Grey Ruthven, 2. Earl of Gowrie ist ein konservativer britischer Kulturpolitiker. Er ist Patenkind von Freya Stark, von der er mehrere Fotobände herausgab.
Ruthven studierte Literatur an der Cambridge University und wurde dort in Politischer Wissenschaft promoviert. Er begann als Redakteur bei der BBC. Er spezialisierte sich auf Religions- und Nahostfragen und publiziert in diesem Gebiet. Ruthven arbeitet als politischer Berater und nahm Lehraufträge an mehreren Universitäten in Großbritannien und den USA wahr.
Ruthven gilt als Schöpfer des Begriffs Islamfaschismus: Authoritarian government, not to say 'Islamo-fascism' is the rule rather than the exception from Morocco to Pakistan. Ruthven selbst relativiert sowohl seine Erstautorenschaft als auch die Schärfe dieses Begriffs.

## Schriften (Auswahl)
- Torture: The Grand Conspiracy. London: Weidenfeld and Nicolson, 1978 ISBN 0-297-77389-5
- Cairo. Photos von Robert Azzi. Amsterdam: Time-Life Books, 1980
  - Kairo. Photos von Robert Azzi. Übersetzung Alzbeta Lettowsky. Amsterdam: Time-Life International, 1980
- Islam in the World. Oxford: Oxford University Press, 1984 ISBN 0-19-520454-9
  - Seid Wächter der Erde: Die Gedankenwelt des Islam. Übersetzung Hedda Pänke. Bearbeitet von Monika Dahncke. Frankfurt/M.: Ullstein,  1987
- Traveller Through Time: A Photographic Journey with Freya Stark. London: Viking, 1986 ISBN 0-670-80183-6
- The Divine Supermarket: Travels in Search of the Soul of America. London: Chatto, 1989 ISBN 0-7011-3151-9
  - Der göttliche Supermarkt: Auf der Suche nach der Seele Amerikas. Übersetzung Werner Richter. Frankfurt am Main : S. Fischer, 1991
- A Satanic Affair: Salman Rushdie and the Rage of Islam. London: Chatto, 1990 ISBN 0-7011-3591-3
- Albert Hourani: A History of the Arab Peoples. London: Faber, 1991, 2002
  - Albert Hourani: Die Geschichte der arabischen Völker. Weitererzählt bis zum Arabischen Frühling von Malise Ruthven. Frankfurt am Main: S. Fischer, 2014, ISBN 978-3-10-031836-7.
- (Hrsg.): Freya Stark in the Levant: Lebanon, Syria, Jordan, Palestine. Reading: Garnet Publishing, 1994  ISBN 1-85964-003-6
- (Hrsg.): Freya Stark in Iraq and Kuwait. Reading: Garnet Publishing, 1994  ISBN 1-85964-004-4
- (Hrsg.): Freya Stark in Persia. Reading: Garnet Publishing, 1994  ISBN 1-85964-011-7
- Islam: A Very Short Introduction. Oxford: Oxford University Press, 2000 ISBN 0-19-285389-9
  - Der Islam : eine kurze Einführung. Übersetzung Matthias Jendis. Stuttgart : Reclam, 2000
- A Fury for God: the Islamist Attack on America. London: Granta, 2002 ISBN 1-86207-540-9
- Fundamentalism: the Search for Meaning. Oxford: Oxford University Press, 2004 ISBN 0-19-284091-6
- mit Azim Nanji: Historical Atlas of the Islamic World. Oxford: Oxford University Press, 2004 ISBN 0-19-860997-3
- Encounters with Islam : on religion, politics and modernity. London: I.B. Tauris, 2012